# Tatenický tunel (původní)
Tatenický tunel (nepřesně též Krasíkovský, nyní Starý krasíkovský tunel) je nevyužívaný a částečně zasypaný železniční tunel, který leží jižně od obce Tatenice v okrese Ústí nad Orlicí na původní trase tratě z Olomouce do České Třebové, v katastru obce Krasíkov, od níž se východně nachází. Zprovozněn byl roku 1845 při otevření trati z Olomouce do Prahy a opuštěn byl roku 2004 po výstavbě nového úseku třetího tranzitního železničního koridoru.

## Historie
Společnost severní státní dráhy v zářezu dlouhém 18 m postavila tunel jako ochranu proti padajícímu kamení. Tunel byl vystavěn otevřeným způsobem v hlubokém zářezu. Opěry a spodní klenba byly zděny z lomového a kvádrového kamene, horní ochranná klenba v tloušťce 0,79 m byla vyzděna z cihel a následně byla celá stavba zasypána. Maximální vrstva zásypu je 2,84 m.
V roce 1928 byla provedena sanace a poprvé na území Česka při opravě byla použita metoda tlakového cementu. Zároveň byla položena druhá kolej.
V druhé polovině padesátých let 20. století byla trať elektrifikována. Úsek v tunelu byl dán do provozu 30. dubna 1959.
V roce 2004 byl Tatenický tunel opuštěn a z části na straně Krasíkova zasypán, na severní straně zůstal zachován původní portál.
Při výstavbě třetího železničního koridoru v letech 2004–2007 byla postavena nová, napřímená trať v úseku Krasíkov – Česká Třebová kratší o 1007 m. Na tomto úseku byly postaveny tři nové tunely v km 27,370–27,694 Malá Huba (324 m), Hněvkovský I (132 m), v km 34,755–35,217 Hněvkovský II (462m).